# Burg Staufenberg (Hessen)
Die Burg Staufenberg ist die Ruine einer Höhenburg in der Stadt Staufenberg auf dem gleichnamigen Berg (268 m, Vorderer Vogelsberg) im Landkreis Gießen in Hessen.

## Geschichte
Die Burg wurde 1233 erstmals urkundlich erwähnt und Stouphenberch (Felsenberg) geschrieben. Damals befand sich die Burg im Besitz der Grafen von Ziegenhain, welche Vögte der Abtei Fulda waren und die Burg im 12. Jahrhundert zum Schutz fuldischen Besitzes in der Gegend erbaut hatten. 1273, während eines Krieges zwischen der Landgrafschaft Hessen und dem Erzbistum Mainz, wurde die Burg erstmals zerstört, da der Ziegenhainer Graf Gottfried VI. auf Mainzer Seite stand. 1450 fiel die Grafschaft Ziegenhain mit dem Tod des letzten Grafen, Johann II., durch Erbschaft an den Landgrafen Ludwig I. von Hessen. Dieser ließ die Burg umbauen und verstärken. Im Dreißigjährigen Krieg wurde die Burg erneut zerstört und danach nicht wieder aufgebaut. Sie verfiel allmählich und wurde als Steinbruch verwendet.
1858 erwarben die in Gießen studierenden Prinzen Ludwig und Heinrich von Hessen-Darmstadt die Unterburg und ließen sie schlossartig restaurieren. Die Planung hierfür wurde von Hugo von Ritgen durchgeführt.
1925 ging die Burg durch Geländetausch in den Besitz des hessischen Staates über.
Die Oberburg, von der noch ein Teil des Palas erhalten ist, ist seit 2002 Eigentum der Stadt Staufenberg. Auf dem nordöstlichen etwa 13 Meter hohen Eckturm, der über den innerhalb der Mauern stehenden, noch teilweise erhaltenen Treppenturm bestiegen werden kann, ist eine frei zugängliche Aussichtsplattform eingerichtet.
Die als Hotel ausgebaute Unterburg wurde 2002 vom Land Hessen an Privat verkauft. Über den Verkauf der Burg, den Verlust der Pacht und den letztlich dennoch unbekannten Verkaufspreis, wurde über ein Jahr öffentlich gestritten. Die Unterburg beherbergt heute das Hotel Burg Staufenberg.

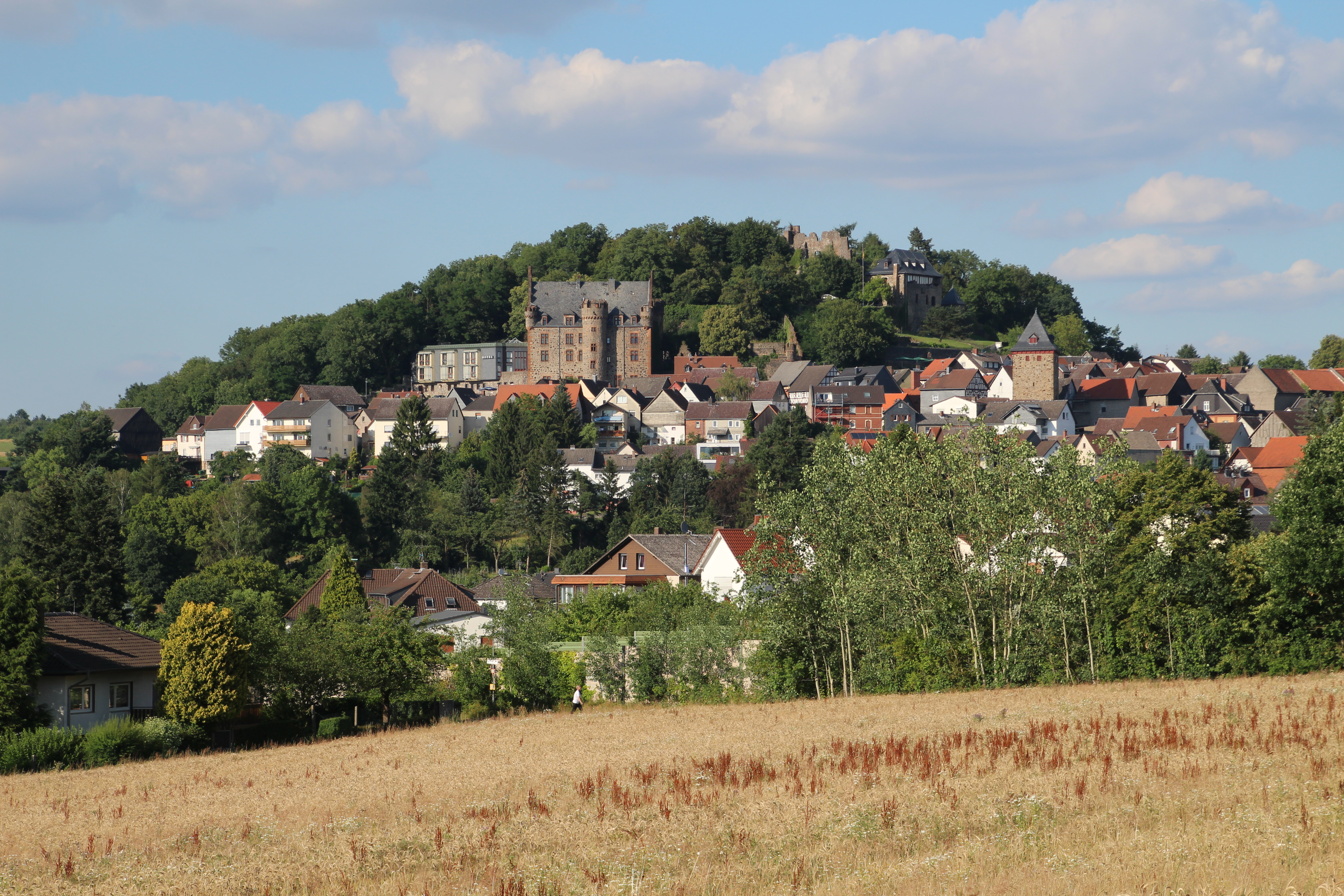
Ober- und Unterburg
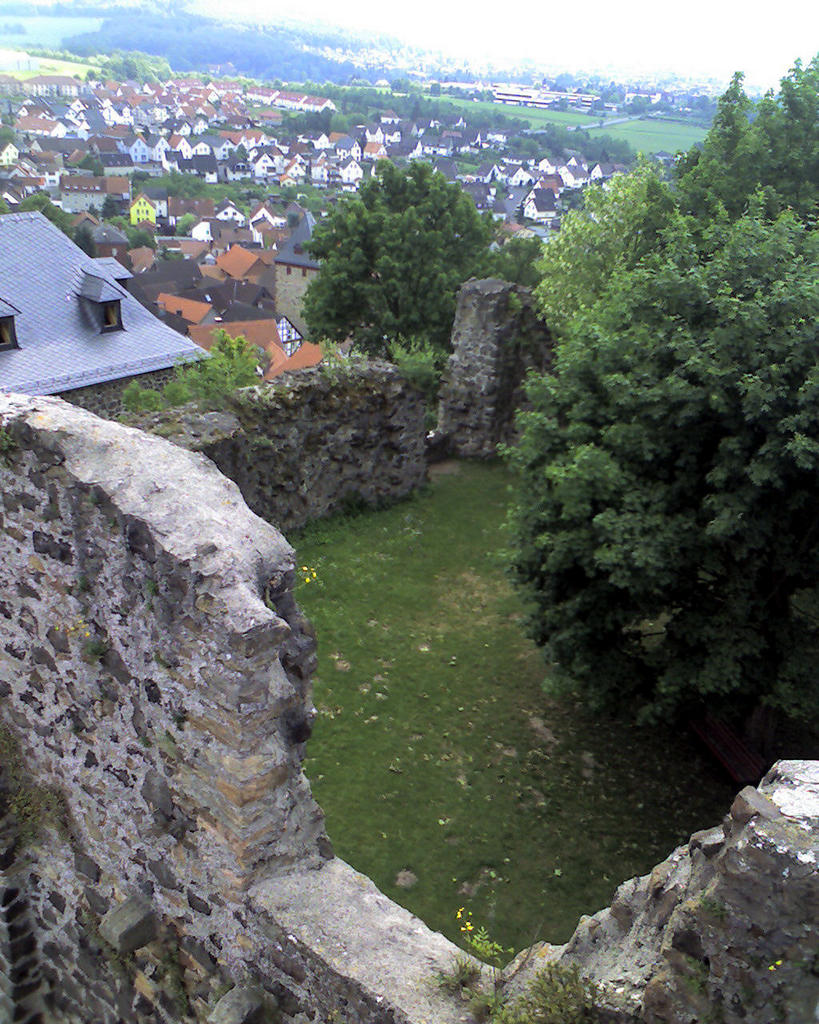
Blick von der Oberburg auf die Stadt
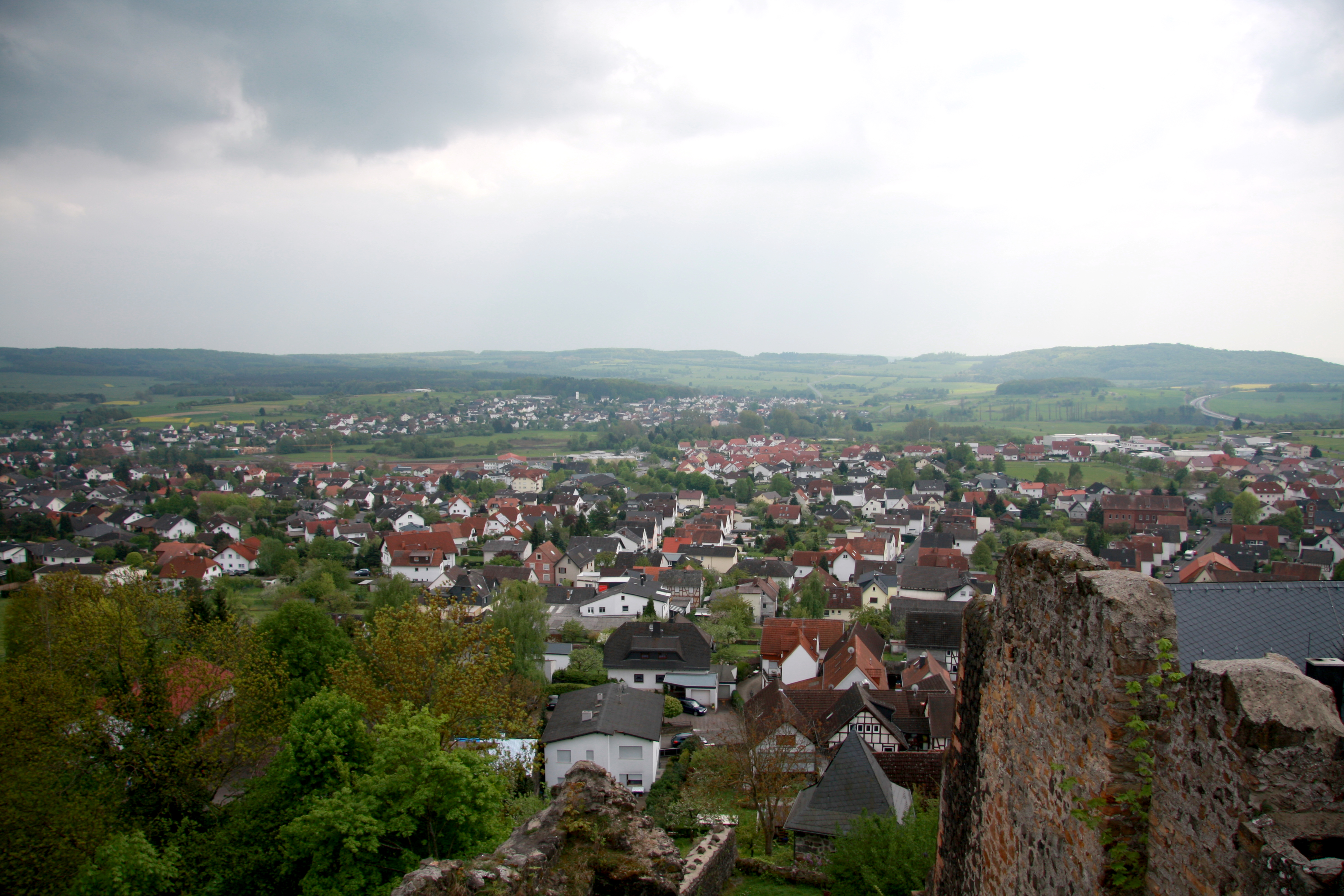
Blick von der Oberburg zur Stadt
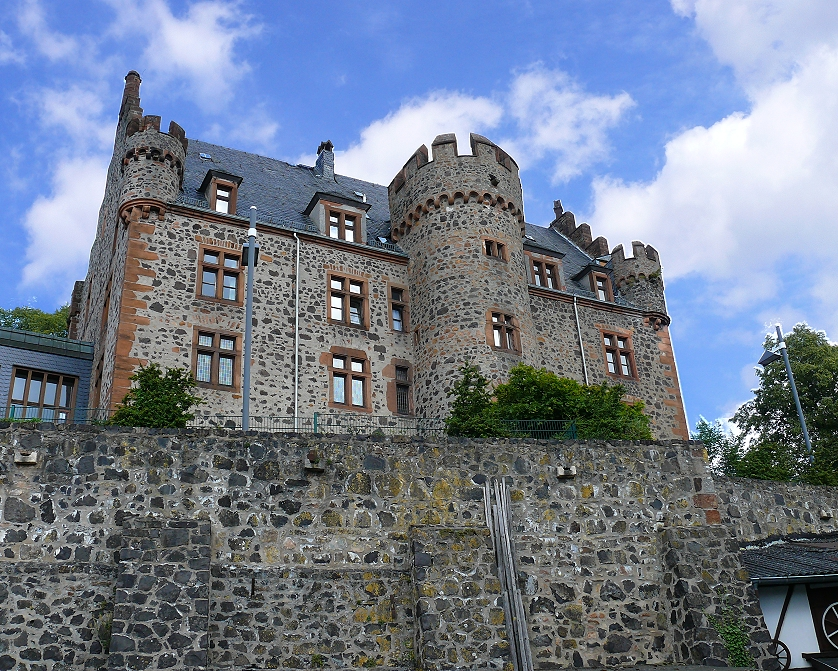
Die Unterburg
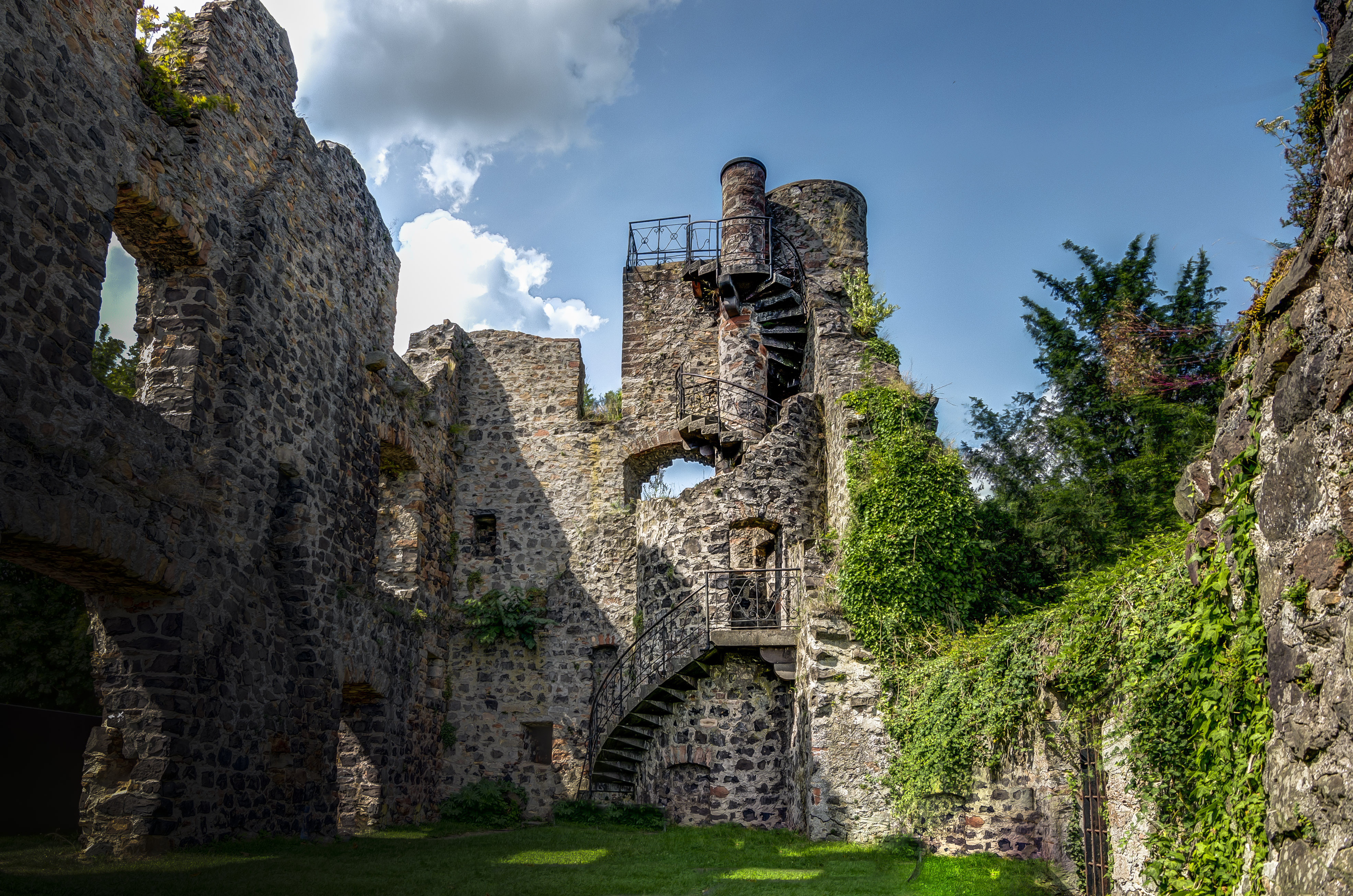
Innenansicht der Oberburg